# Quirl-Malve
Die Quirl-Malve (Malva verticillata), auch Gemüse-Malve genannt, ist eine Pflanzenart aus der Gattung der Malven (Malva) innerhalb der Familie Malvengewächse (Malvaceae). Sie stammt aus Ostasien und wird als Kulturpflanze verwendet.

## Beschreibung

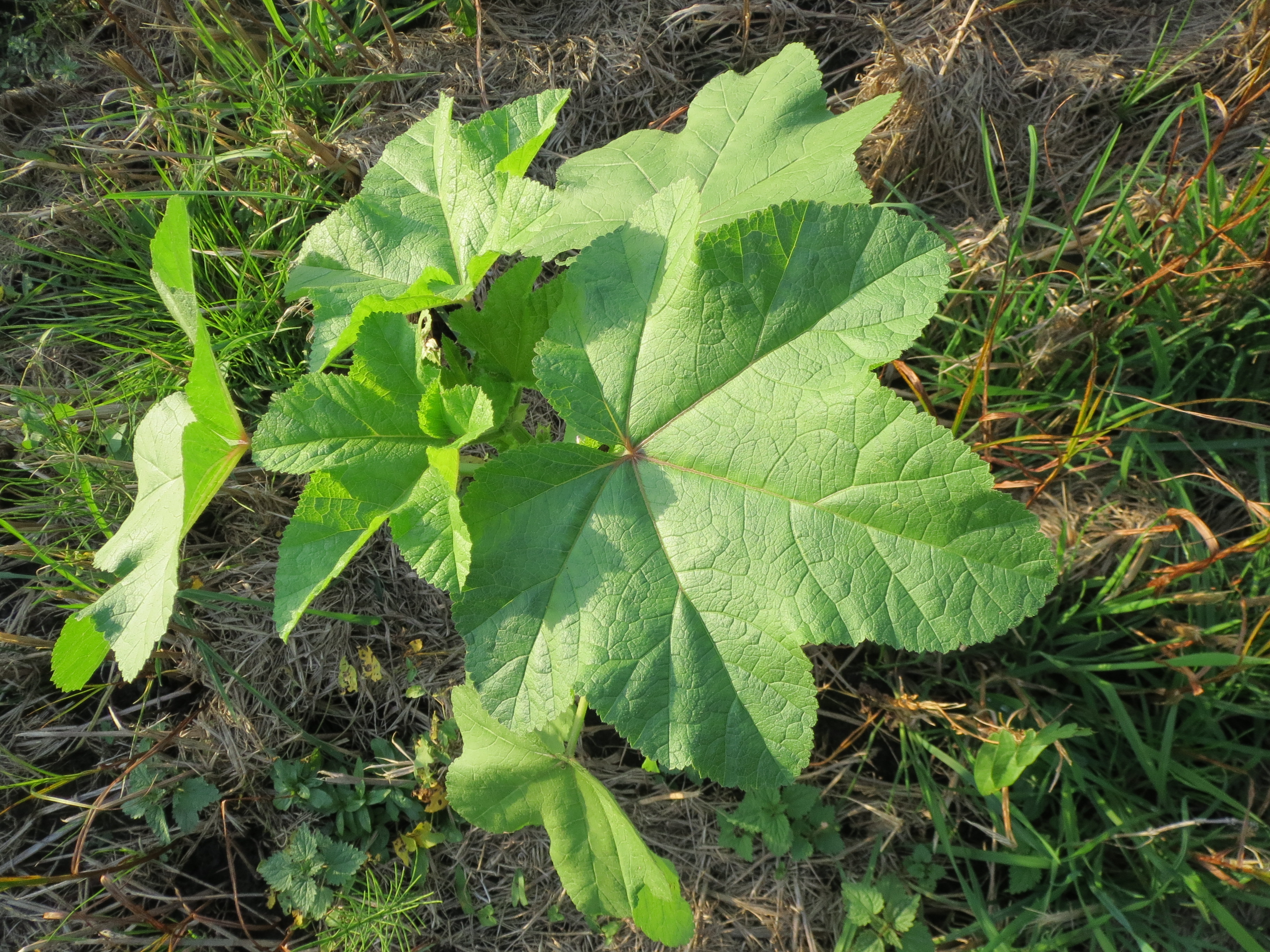
Laubblätter

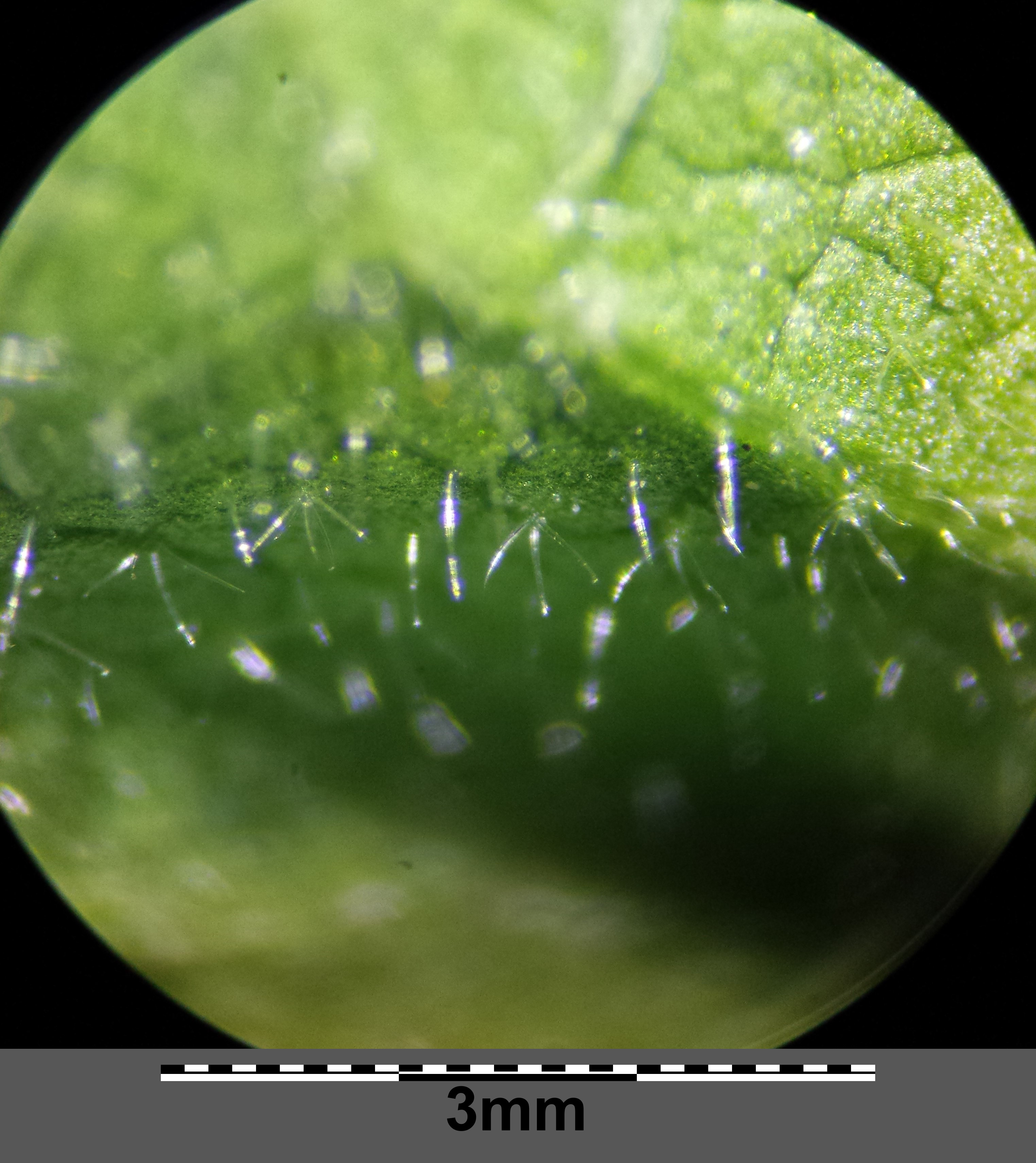
Laubblattunterseite mit Sternhaaren

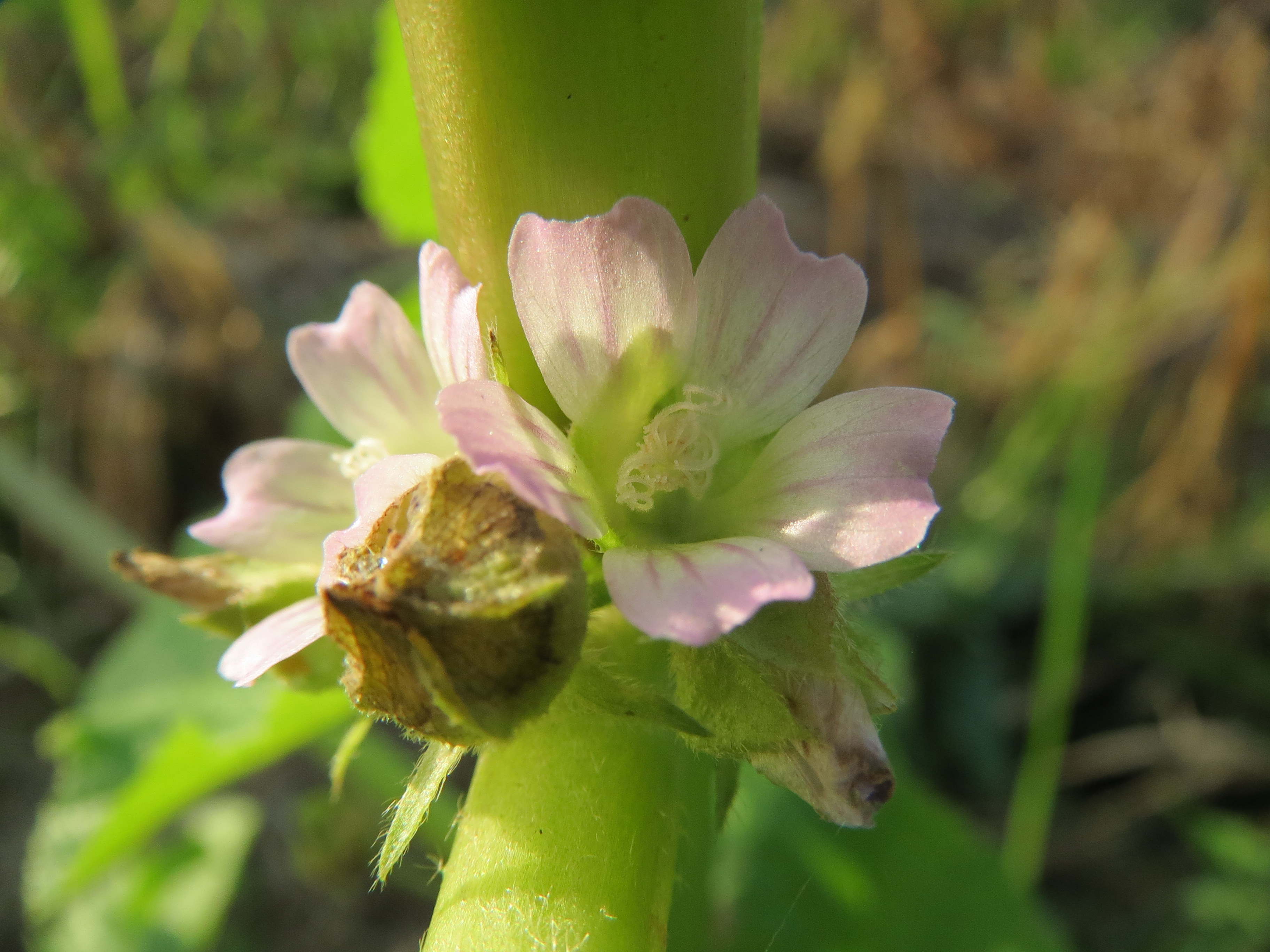
Blüten

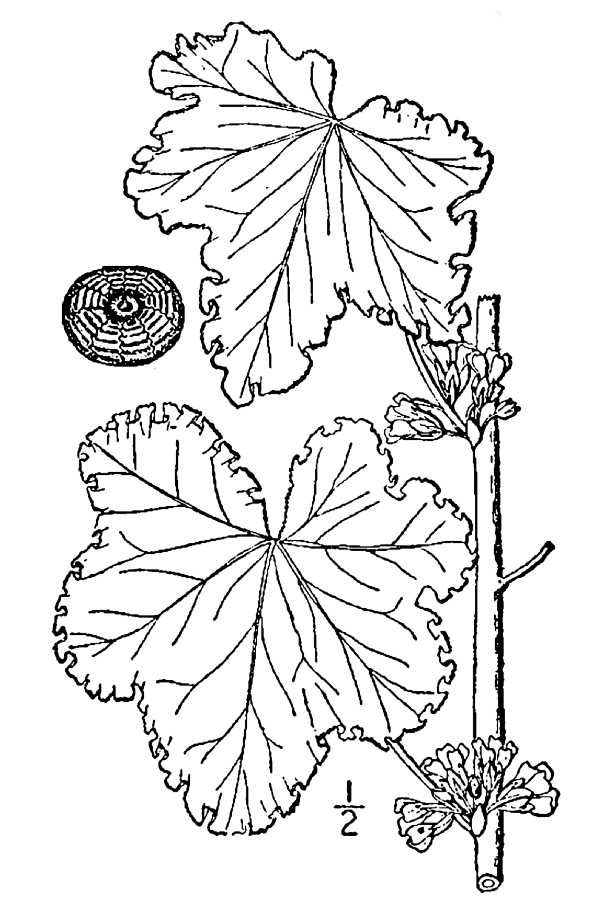
Illustration

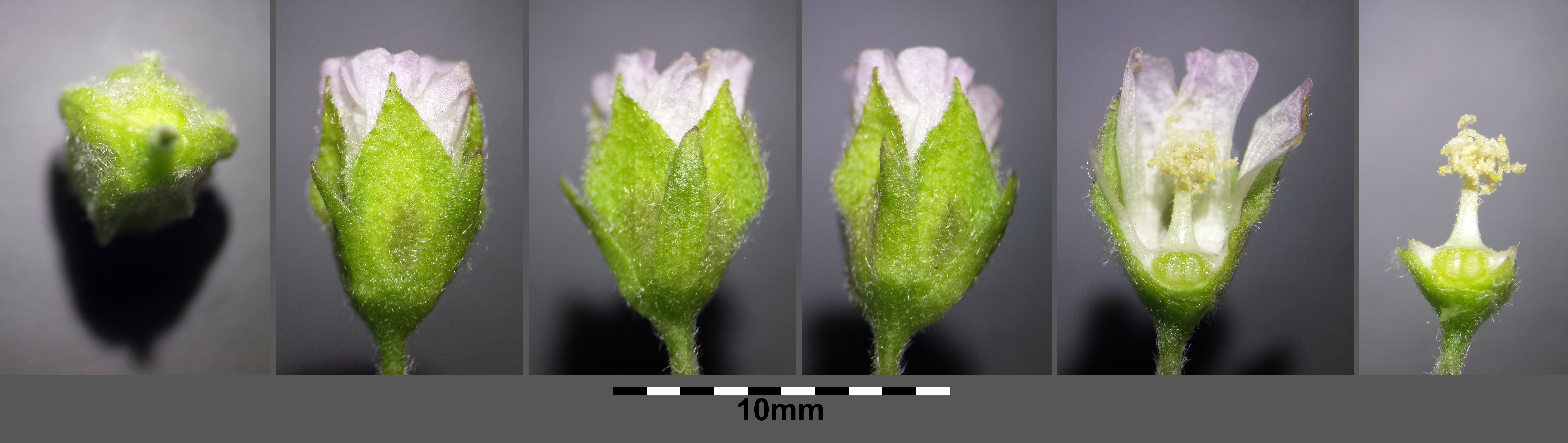
Blüte, rechts geöffnet

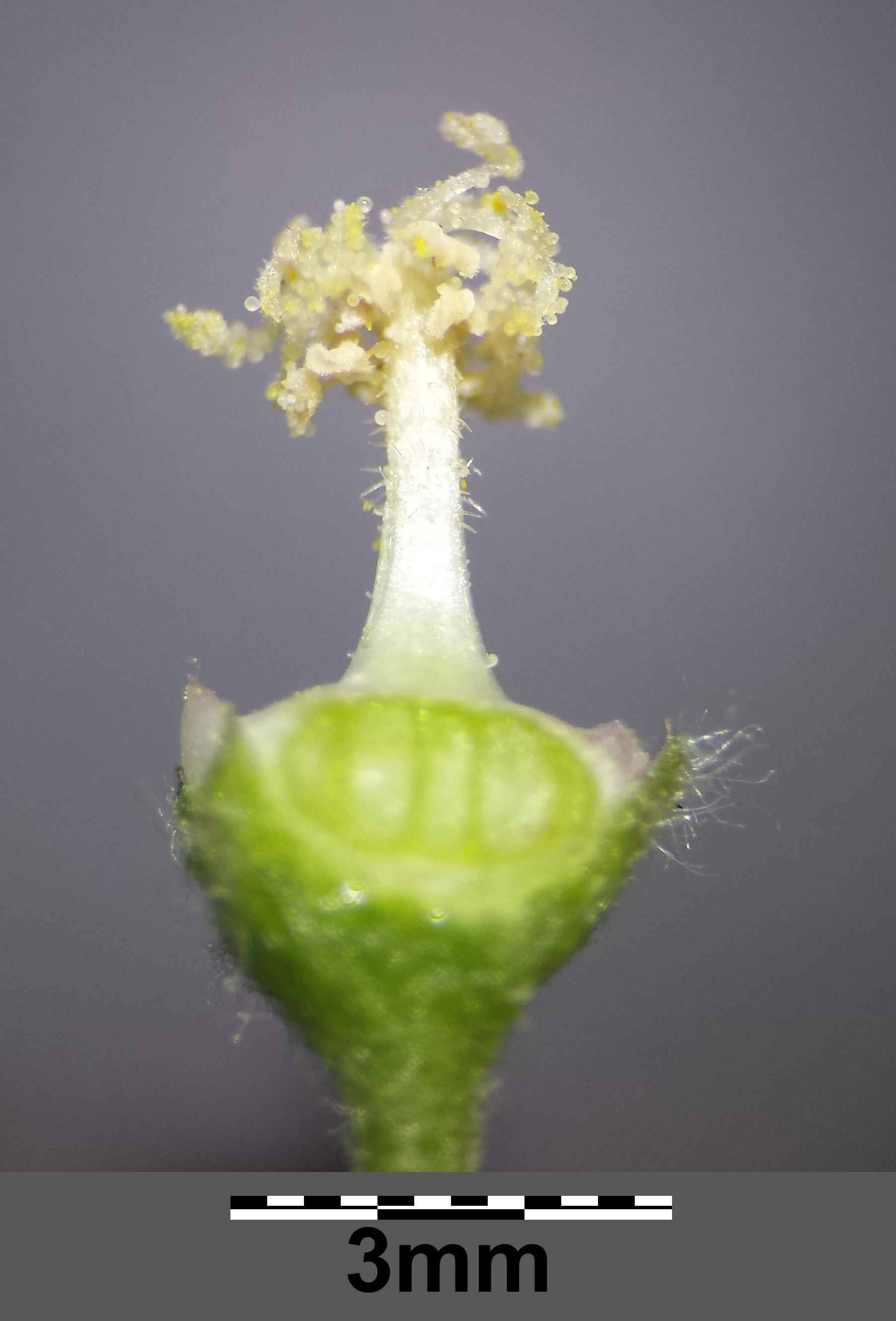
Geöffnete Blüte, die Staubfädenröhre (Columna) ist nur spärlich behaart.

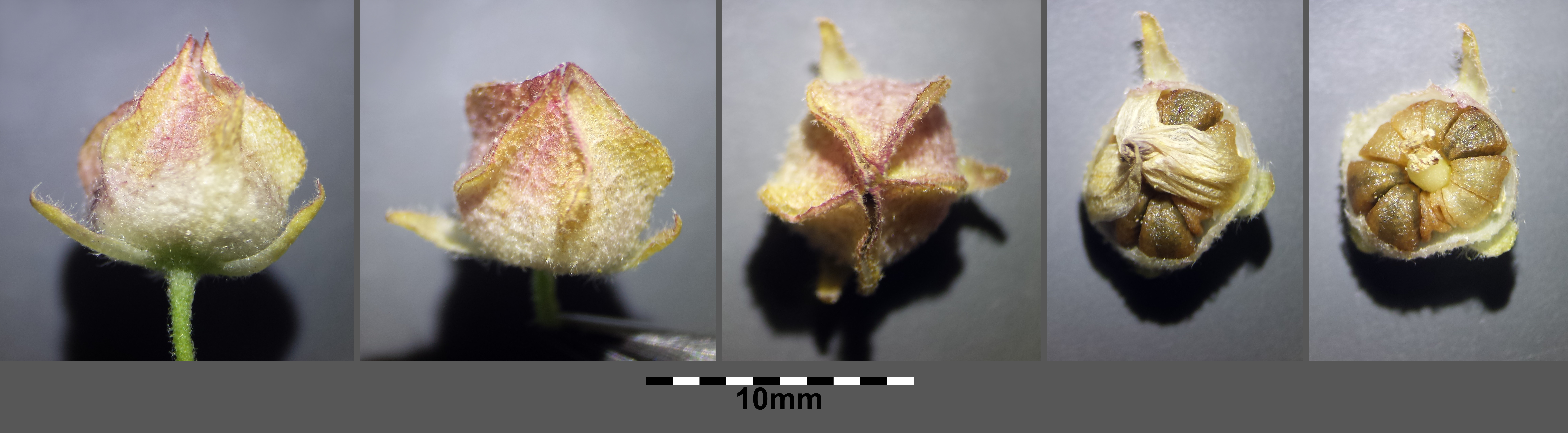
Frucht, rechts geöffnet

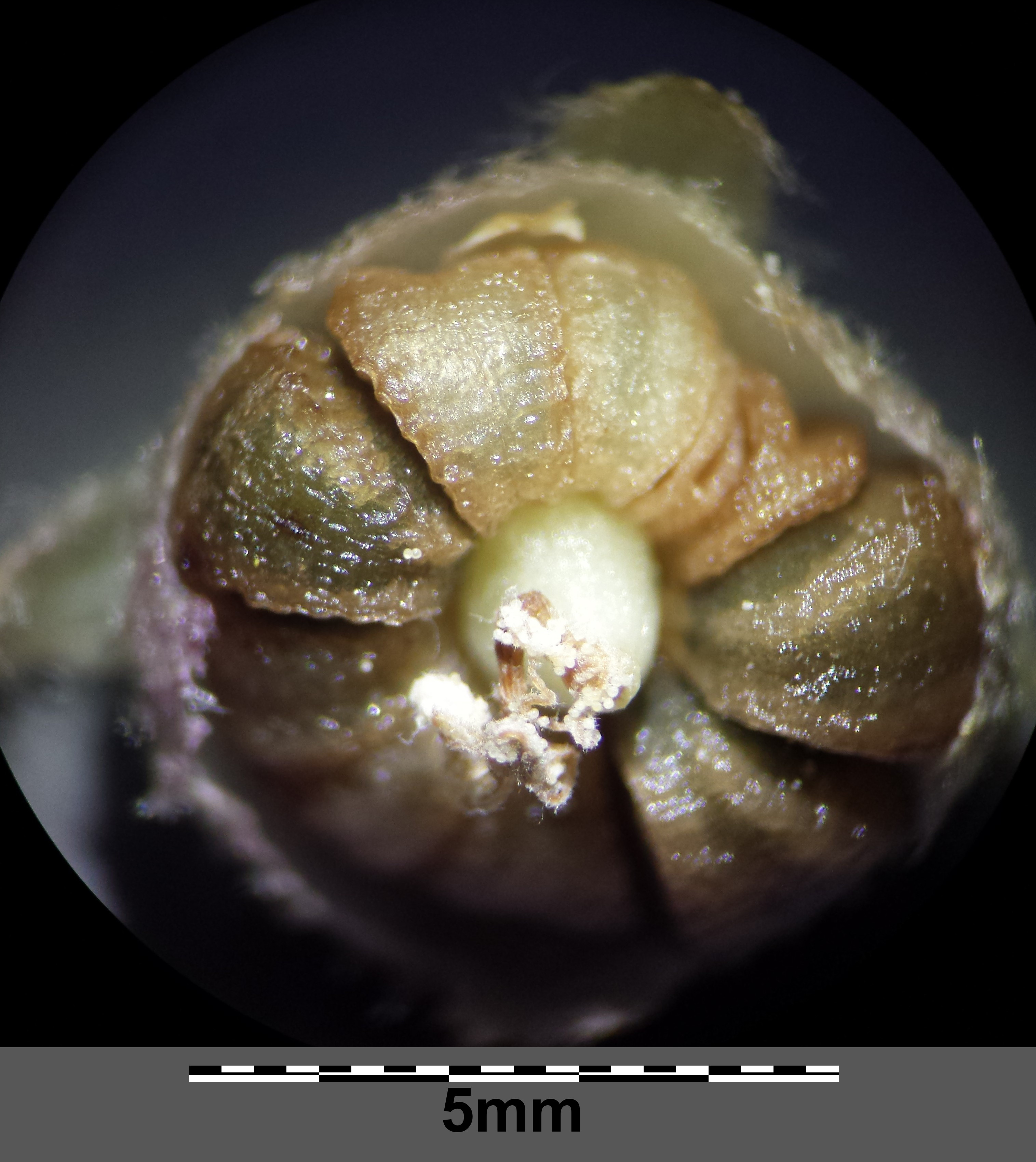
Teilfrüchte

### Erscheinungsbild und Blatt
Die Quirl-Malve wächst als ein- oder meist zweijährige krautige Pflanze und erreicht Wuchshöhen von meist 50 bis 100, selten bis zu 200 Zentimetern. Die niederliegenden bis aufsteigenden oder auch aufrechten Stängel sind spärlich mit Sternhaaren samtig bedeckt.
Die wechselständig am Stängel angeordneten Laubblätter sind in Blattstiel und Blattspreite gegliedert. Der 2 bis 8, selten bis zu 15 Zentimeter lange Blattstiel besitzt oben eine Furche, die flaumig behaart ist, ansonsten ist er verkahlend. Die Blattspreite ist bei einer Länge von 3 bis meist 5 bis 11 Zentimetern und einer Breite von 2 bis meist 5 bis 11 Zentimetern nierenförmig bis rund und fünf- oder siebenlappig. Die Blattlappen enden gerundet oder spitz. Der Blattrand ist glatt bis gekerbt-gesägt, aber bei der Varietät Malva verticillata var. crispa wellig kraus. Blattoberseite und -unterseite sind striegelig behaart oder fast kahl. Die flaumig mit Sternhaaren bedeckten Nebenblätter sind bei einer Länge von 3 bis 5 Millimetern und einer Breite von 2 bis 4 Millimetern eiförmig-lanzettlich.

### Blüte, Frucht und Samen
Die Blütezeit reicht in Mitteleuropa von Juli bis September und in China von März bis November. Drei bis viele Blüten stehen gebündelt in den Blattachseln. Die Blütenstiele sind meist 2 bis 15, selten bis zu 40 Millimeter lang und verlängern sich bis zur Fruchtreife auf höchstens die doppelte Länge des Blütenkelches. Der selten 3 bis meist 5 bis 6 Millimeter lange, bewimperte Nebenkelch endet in fünf fadenförmig-lanzettlichen Nebenkelchzähnen.
Die zwittrige Blüte ist radiärsymmetrisch und fünfzählig. Die fünf 5 bis 8 Millimeter langen Kelchblätter sind becherförmig verwachsen mit dreieckigen Kelchzähnen und ist spärlich striegelig mit Sternhaaren bedeckt. Die Kelchblätter sind etwas kürzer oder höchstens so lang wie die Kronblätter. Die fünf weißlichen bis rötlichen Kronblätter sind 6 bis 8 Millimeter lang, besitzen ein ausgerandetes oberes Ende und einen Nagel, der kahl oder spärlich behaart ist. Sie sind keilförmig verkehrt herzförmig. Die Staubfäden der zahlreichen Staubblätter sind zu einer Columna verwachsen. Die Columna ist 3 bis 4 Millimeter lang und kahl oder besitzt wenige einfache Haare (Trichome). Es sind zehn bis elf Griffeläste vorhanden.
Die Spaltfrucht ist bei einem Durchmesser von 5 bis 7 Millimeter flach-kugelig und zerfällt in zehn bis zwölf Teilfrüchte. Die 1 Millimeter dicken Teilfrüchte sind unten glatt, die Kanten sind gerundet sowie runzelig und die Seiten sind netzartig. Die kahlen, purpur-braunen Samen sind bei einem Durchmesser von etwa 1,5 Millimeter nierenförmig.

### Chromosomenzahl
Die Chromosomenzahl beträgt 2n = etwa 126.

## Ökologie
Es erfolgt Insektenbestäubung und Selbstbestäubung. Es erfolgt Wind- und Klettausbreitung.

## Systematik und Verbreitung
Die Erstveröffentlichung von Malva verticillata erfolgte 1753 durch Carl von Linné in Species Plantarum, Tomus, S. 689.
Sie wird kultiviert und ist in vielen Gebieten der Welt verwildert. Ihr ursprüngliches Verbreitungsgebiet umfasst Asien, die Arabische Halbinsel und das nordöstliche Afrika.
Von der Art Malva verticillata gibt es mindestens drei Varietäten:
- Malva verticillata var. crispa L.: Sie wird kultiviert und ist in vielen Gebieten der Welt verwildert.
- Malva verticillata var. rafiqii Abedin: Sie kommt in China, Korea, nördlichen Indien sowie Pakistan vor.
- Malva verticillata L. var. verticillata (Syn.: Malva chinensis Mill., non Malva sinensis Cav., Malva mohileviensis Downar, Malva pulchella Bernhardi, Malva verticillata subsp. chinensis (Mill.) Tzvelev, Malva verticillata var. chinensis (Mill.) S.Y.Hu)

## Nutzung
Die Quirl-Malve gehört zu den am frühesten in China kultivierten Pflanzenarten und wird dort seit etwa 2500 Jahren angebaut. Die Blätter und Samen sind roh und gekocht essbar. In Tibet werden die Samen traditionell als Diuretika und Abführmittel verwendet.